# Arthur William Hood
Arthur William Acland Hood, 1. baron Avalon (Arthur William Hood, 1st Baron Hood of Avalon) (14. července 1824, Bath, Anglie – 16. listopadu 1901, Glastonbury, Anglie) byl britský admirál. V námořnictvu sloužil od roku 1836, vyznamenal se v různých válečných konfliktech druhé poloviny 19. století, působil též v námořní administraci v Londýně. Nejvyšší hodnosti admirála dosáhl v roce 1886 a v letech 1885–1886 a 1886–1889 zastával dvakrát funkci prvního námořního lorda. V roce 1892 byl povýšen na barona a vstoupil do Sněmovny lordů.

## Životopis
Pocházel z rodiny s tradiční službou u námořnictva, z jeho předků vynikli v 18. století admirálové Samuel Hood (1724–1816) a Alexander Hood (1726–1814). Byl vnukem kapitána Alexandera Hooda (1758–1798), který padl ve válce proti revoluční Francii, narodil se jako mladší syn Sira Alexandera Hooda (1793–1851), poslance Dolní sněmovny. Do námořnictva vstoupil v roce 1836 a sloužil u břehů Španělska a severní Afriky. Poté si doplnil vzdělání a v roce 1846 byl povýšen na poručíka. Během krymské války se vyznamenal v Černém moři a od tureckého sultána získal za zásluhy Řád Medžidie. Poté se zúčastnil druhé opiové války a v roce 1858 byl povýšen na kapitána. Poté sloužil u břehů severní Ameriky a v Karibiku, v letech 1866–1869 byl ředitelem Royal Naval Academy v Portsmouthu, poté působil na admiralitě jako ředitel námořního arzenálu. V roce 1876 dosáhl hodnosti kontradmirála a v letech 1877–1879 zastával funkci druhého námořního lorda. Poté byl v letech 1880–1882 vrchním velitelem loďstva v Lamanšském průlivu, v roce 1880 byl zároveň povýšen na viceadmirála. V letech 1885–1886 byl prvním námořním lordem a v roce 1886 dosáhl hodnosti admirála. Znovu byl prvním námořním lordem od srpna 1886 do července 1889. V této funkci projevil konzervativní postoje a neochotu ke změnám v námořní taktice a zbrojení, takže byl odvolán. Při odchodu do výslužby obdržel velkokříž Řádu lázně (1889). V roce 1892 byl povýšen na barona a vstoupil do Sněmovny lordů.
V roce 1855 se oženil s Fanny Maclean (1834–1915). Z jejich manželství se narodily dvě dcery, titul barona zanikl Arthurovým úmrtím.
Jeho starší bratr Alexander (1819–1892) byl dědicem titulu baroneta získaný admirálem Samuelem Hoodem, sloužil v armádě a od roku 1849 užíval příjmení Fuller-Acland-Hood.